# Polar (Wisconsin)
Polar es un municipio (en inglés, town) del condado de Langlade, Wisconsin, Estados Unidos. Según el censo de 2020, tiene una población de 1018 habitantes.
La localidad homónima forma parte del municipio.

## Geografía
El municipio está ubicado en las coordenadas 45°9′2″N 89°0′4″O / 45.15056, -89.00111. Según la Oficina del Censo de los Estados Unidos, tiene una superficie total de 93.17 km², de la cual 92.20 km² corresponden a tierra firme y 0.97 km² son agua.

## Demografía
Según el censo de 2020, hay 1018 personas residiendo en la zona. La densidad de población es de 11.04 hab./km². El 92.83% de los habitantes son blancos, el 0.20% son afroamericanos, el 0.20% son amerindios, el 0.29% son asiáticos, el 1.28% son de otras razas y el 5.21% son de una mezcla de razas. Del total de la población, el 2.55% son hispanos o latinos de cualquier raza.